# نجميات الشمس
نجميات الشمس (الاسم العلمي: Solasteridae)، فصيلة من نجوم البحر.

## الأجناس
الأجناس المُدرجة في السجل الدولي للأنواع البحرية
- Crossaster يوهانس بيتر مولر and Troschel [الإنجليزية], 1840
- Heterozonias Fisher, 1910
- Laetmaster Fisher, 1908
- Lophaster Verrill, 1878
- Paralophaster Fisher, 1940
- Rhipidaster Sladen, 1889
- Seriaster Jangoux, 1984
- نجم الشمس Forbes, 1839
- Xenorias Fisher, 1913

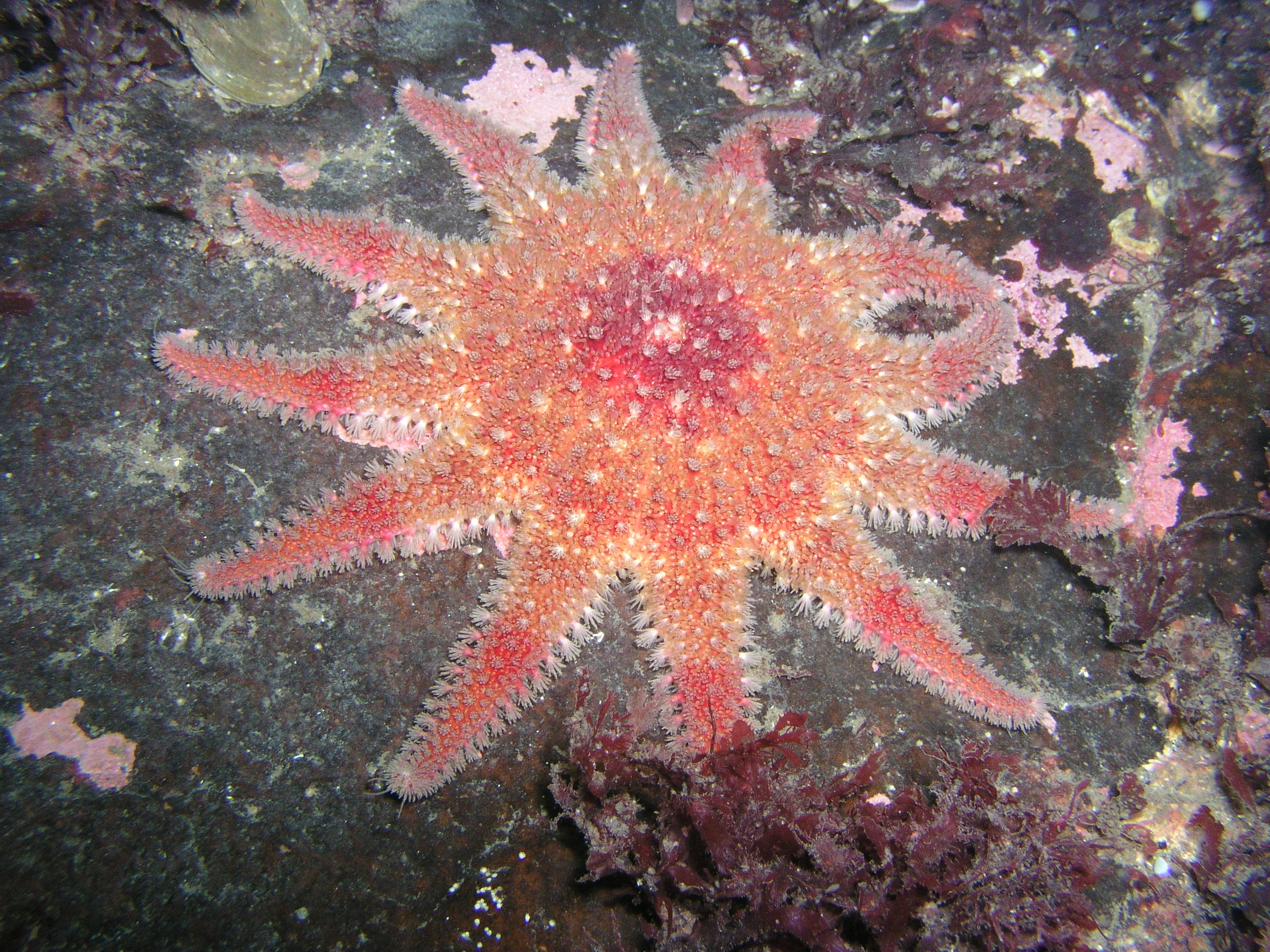
Crossaster papposus
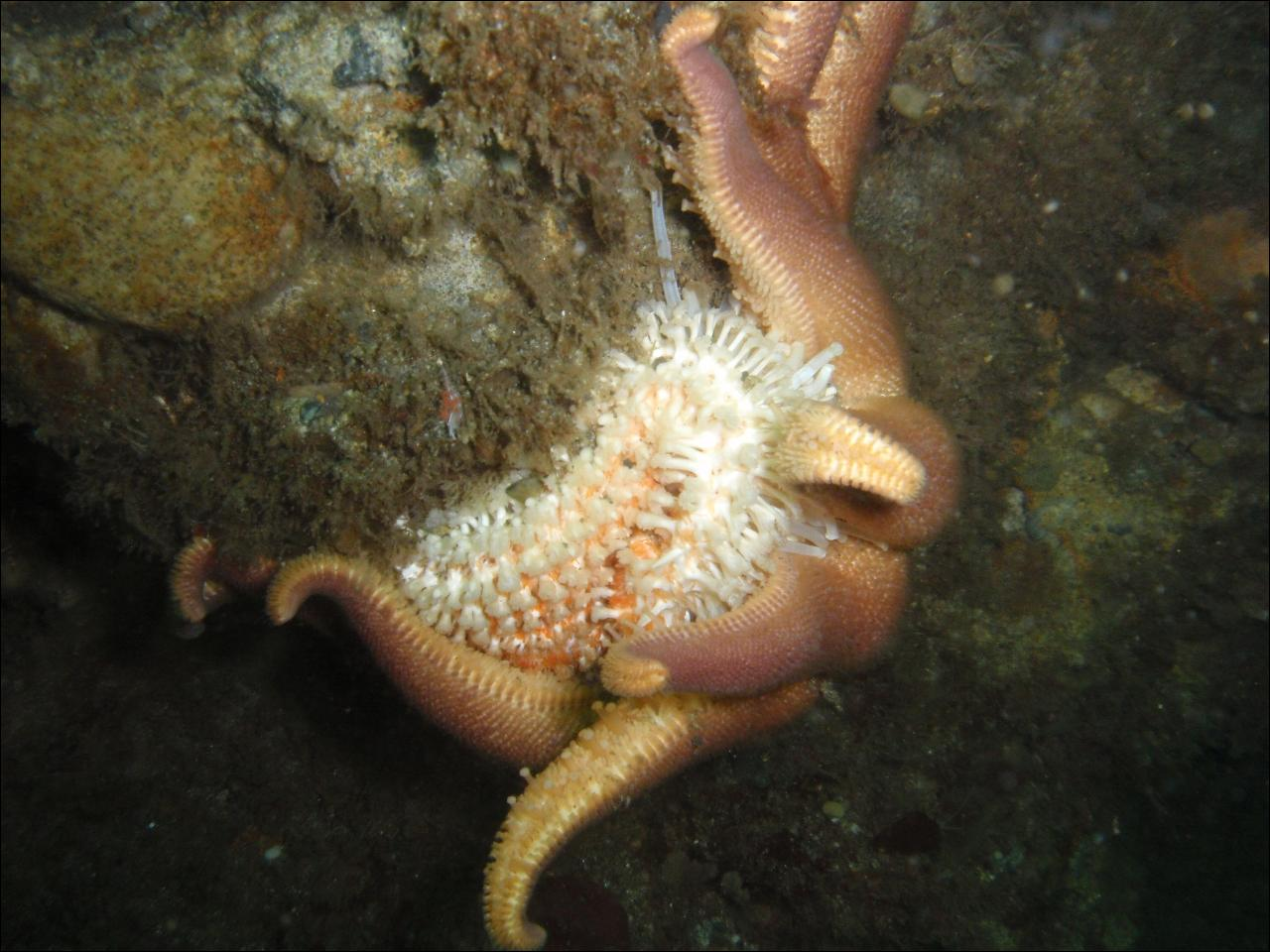
نجم الشمس داوسوني
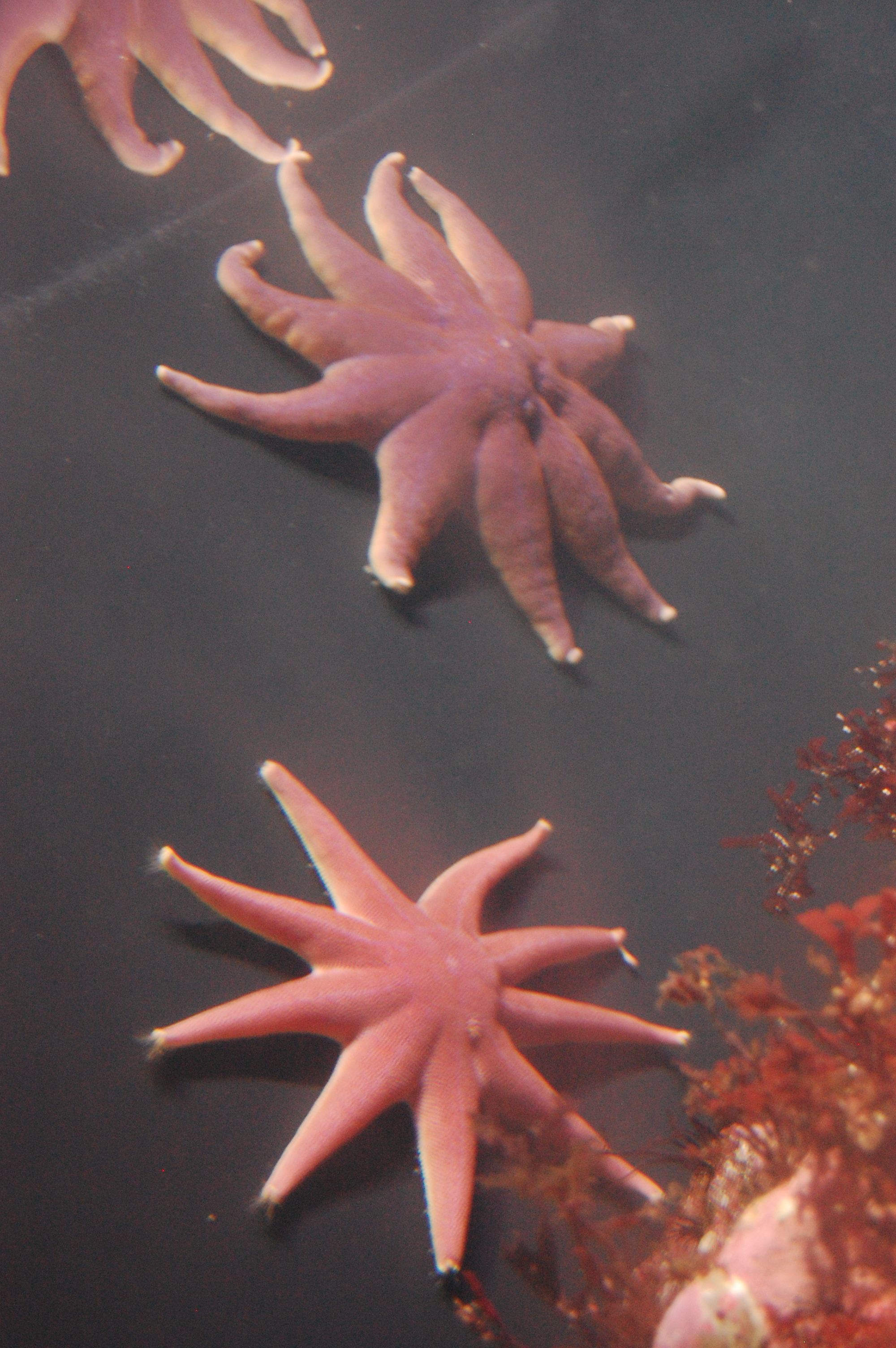
Solaster endeca
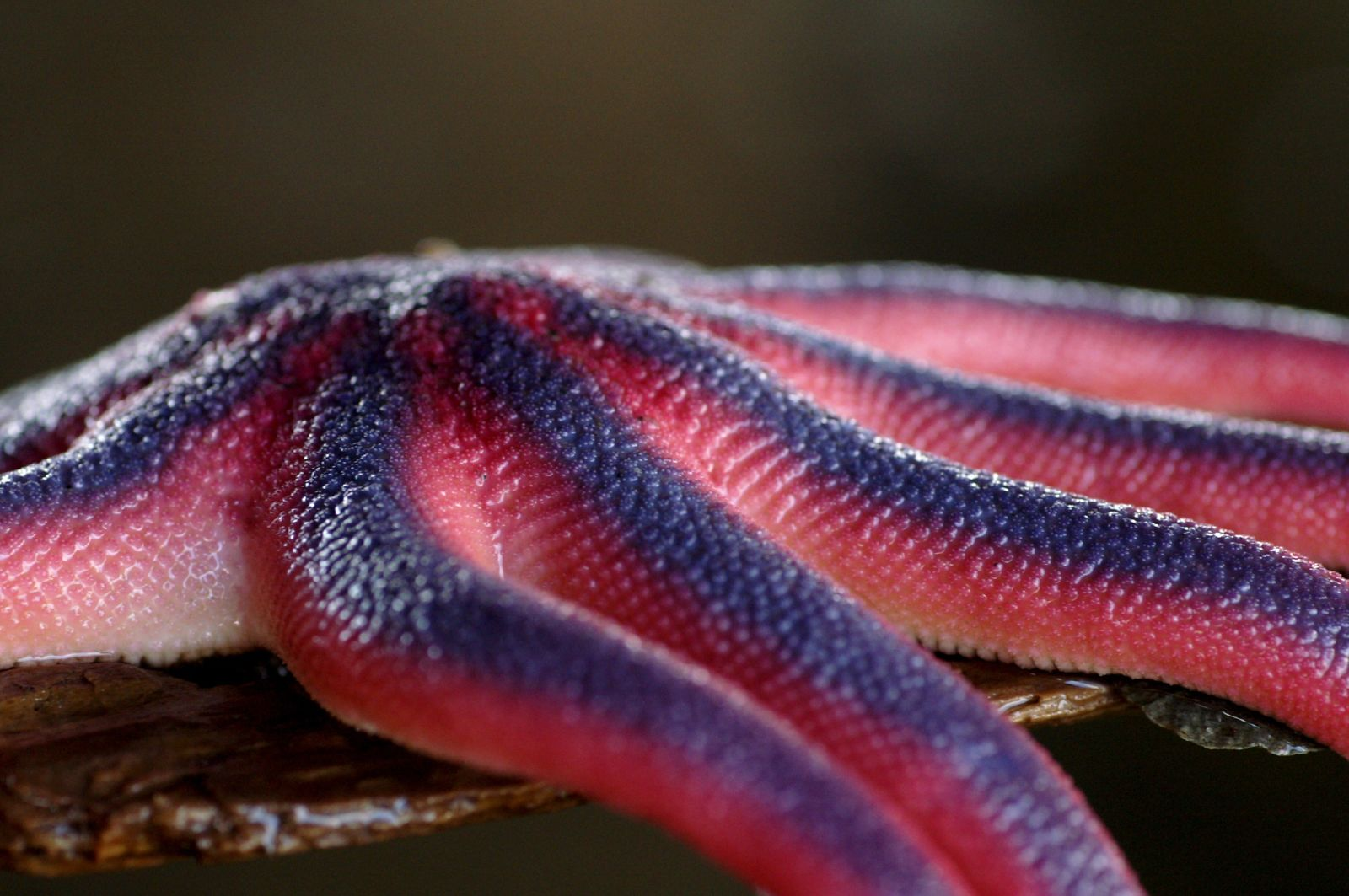
Solaster stimpsoni
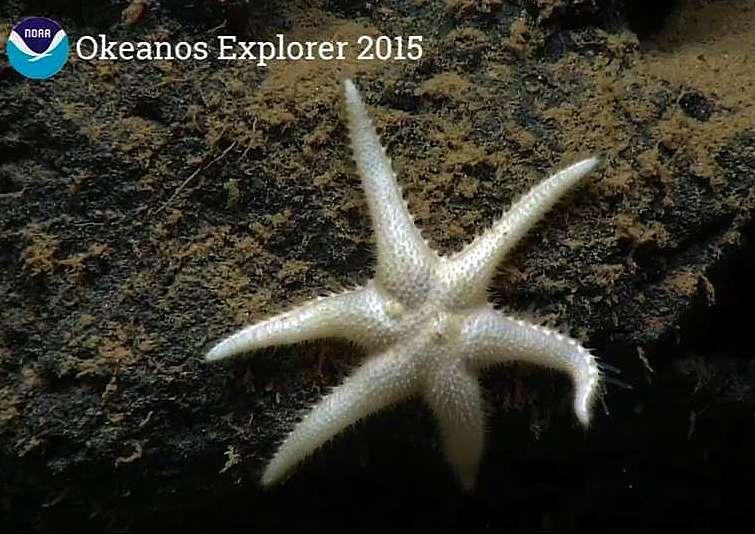
Laetmaster spectabilis